# Castrovirreyna (distrito)
Castrovirreyna é um distrito do Peru, departamento de Huancavelica, localizada na província de Castrovirreyna.

## Transporte
O distrito de Castrovirreyna é servido pela seguinte rodovia:
- PE-26A, que liga o distrito à cidade de Arma
- PE-28D, que liga o distrito de Huancano (Região de Ica) à cidade de Huancavelica (Região de Huancavelica)
- PE-26, que liga o distrito de Chincha Alta (Região de Ica) à cidade de Izcuchaca (Região de Huancavelica)
- HV-117, que liga a cidade ao distrito de Huayacundo Arma
- HV-132, que liga a cidade de Huancavelica ao distrito de Chupamarca [1][2][3]